# Gwendoline Delbos-Corfield
Gwendoline Delbos-Corfield, née le 8 mars 1977 à Solihull, est une femme politique française élue députée européenne en mai 2019. Elle est membre du comité exécutif du Parti vert européen depuis 2012 et vice-présidente du groupe Verts/ALE au Parlement européen.

## Biographie
Née en Grande-Bretagne, elle grandit en banlieue parisienne, à Ivry-sur-Seine, et se passionne[réf. nécessaire] pour le théâtre. Elle rejoint Grenoble à 18 ans où elle étudie à l'Institut d'études politiques de Grenoble. Son mémoire de recherche à Sciences Po Grenoble s'intitule « Mettre en scène, c'est aussi mettre hors scène : trois femmes investissent la Cité par le théâtre » sous la direction de l'historienne du féminisme Mathilde Dubesset.
Elle vit dans le massif de la Chartreuse avec ses quatre enfants.

### Engagement politique

#### Au sein des Verts et d'EÉLV
Elle adhère aux Verts en 2005. Lors des élections européennes de 2009, elle a codirigé la campagne d'Europe Écologie pour l'eurorégion Sud-Est. En 2011, à la suite du Congrès de La Rochelle d'Europe Écologie Les Verts, elle est élue au Bureau exécutif du parti chargée des régions et de l'Europe. Elle est membre du Comité exécutif du Parti vert européen depuis 2012.

#### Mandats locaux
Élue conseillère municipale d'opposition à Grenoble en 2008 sur la liste écologiste, elle est candidate aux régionales de 2010 sur la liste Europe Écologie Les Verts menée par Philippe Meirieu et sera conseillère de la région Rhône-Alpes de 2010 à 2015.

#### Mandat européen
En 2019, elle est candidate en douzième position sur la liste commune EELV - AEI - RPS emmenée par Yannick Jadot. La liste obtient 13,47 % des voix et 12 sièges, ce qui lui permet de devenir eurodéputée. À la suite d'un vote interne elle est élue vice-présidente du groupe Verts/ALE. Elle est également vice-présidente de la Commission des droits de la femme et de l'égalité des genres.

### Prises de position
En octobre 2013, alors conseillère régionale, elle s'engage pour la reconnaissance et le financement des maisons de naissance.
Au Parlement européen, elle s’implique sur les questions constitutionnelles, de libertés civiles, d’État de droit, de droits numériques et plus généralement en faveur de l’égalité des droits (droits des femmes et des personnes LGBTQI+, lutte contre le racisme et les discriminations).
En septembre 2022, elle est rapporteuse de la résolution européenne qualifiant le régime hongrois d'« autocratie électorale » et adoptée à une très large majorité (433 voix pour, 123 contre et 28 abstentions),. 
En septembre 2022, à sa demande et celle de Philippe Lamberts, huit chercheurs publient un rapport évaluant la résistance du système juridique français face à un potentiel choc autoritaire.

## Publications
- Delbos-Corfield, Gwendoline. « Mettre en scène, c'est aussi mettre hors scène » : trois femmes investissent la Cité par le théâtre, 145 p. Mém. IEP : Grenoble 2, IEP, 1999, dir. : M. Dubesset. (B. IEP).
- Delbos-Corfield, Gwendoline, Frassoni, Monica & Glucksmann, Raphaël « Il faut un débat pan-européen pour sauver l'Europe », Green European Journal, 9 juin 2017,